# Microgenia
Microgenia is een geslacht van weekdieren uit de klasse van de Gastropoda (slakken).

## Soort
- Microgenia edwini (Brazier in Henn, 1894)